# David Lischka
David Lischka (* 15. srpna 1997 Ludgeřovice) je český profesionální fotbalista, který hraje na pozici středního obránce za český klub FC Baník Ostrava. Je také bývalým českým mládežnickým reprezentantem.

## Klubová kariéra
Lischka je odchovancem Baníku Ostrava, následně působil v FC Hlučín, ze kterého v roce 2015 přestoupil do Jablonce.

### FK Jablonec
Jablonec poslal Lischku na hostování do Baníku Ostrava, Varnsdorfu a do Karviné. V zimě 2018 se stal součástí základní sestavy. S Jabloncem odehrál základní skupinu Evropské ligy a v zimě 2019 měl přestoupit do Sparty. Zdravotní prohlídka ale odhalila srdeční vadu. Z přestupu sešlo, Lischka musel podstoupit operaci srdeční chlopně a nebylo jasné, jestli se k fotbalu vrátí. Operace dopadla dobře a Lischka se mohl zapojit do tréninkového procesu. Nastoupil na poslední minuty závěrečného 5. kola nadstavby. V létě 2019 se obnovila jednání se Spartou.

### Sparta Praha
Na druhý pokus David Lischka přestoupil do Sparty, kde podepsal tříletou smlouvu. Zde začínal pomalu hrát za "B" tým Sparty a postupně se probojoval až do základní sestavy "A" týmu Sparty.

#### Sezóna 2020/21
Sezonu 2020/21 začal Lischka v základní sestavě. Hned v prvním ligovém utkání hraném 22. srpna proti Brnu si připsal asistenci na úvodní gól Andrease Vindheima. Postupně ale začal vypadávat ze sestavy, v lize naposledy nastoupil v 8. kole proti Českým Budějovicím (prohra 2:4). Poslední minuty sezony nasbíral 10. prosince v závěrečném kole skupiny Evropské ligy proti AC Milán (prohra 0:1).

### Baník Ostrava
Kvůli nízké herní vytíženosti se Sparta rozhodla Lischku poslat na hostování do Baníku Ostrava. Od prvního kola nastupoval v základní sestavě. Ve druhém kole ligy, hraném 1. srpna proti Fastavu Zlín přispěl k drtivému vítězství 5:1 dvěma góly. V následujícím kole připsal další gól, a se 3 přesnými zásahy byl po třech kolech překvapivým lídrem tabulky střelců. Jeho gólový účet se následně zastavil, v lize kromě utkání se Spartou, kde nemohl nastoupit kvůli dohodě o hostování, vždy odehrál plných 90 minut.
V lednu 2022 přestoupil do Baníku na trvalo za 15 milionů Kč a podepsal smlouvu na 4,5 roku.

## Styl hry
Nejen tvrdá hra, silnější levá noha a podobný účes mu vynesly přezdívku Lischellini podle italského obránce Giorgia Chielliniho.